# София фон Саксония-Хилдбургхаузен
Ернестина Фридерика София фон Саксония-Хилдбургхаузен (на немски: Ernestine Friederike Sophie von Sachsen-Hildburghausen; * 22 февруари 1760; † 28 октомври 1776, Кобург) от рода на Ернестинските Ветини, е принцеса от Саксония-Хилдбургхаузен и чрез женитба херцогиня на Саксония-Кобург-Заалфелд.

## Живот
Дъщеря е на херцог Ернст Фридрих III фон Саксония-Хилдбургхаузен (1727 – 1780) и третата му съпруга Ернестина Августа София фон Саксония-Ваймар-Айзенах (1740 – 1786), дъщеря на херцог Ернст Август I фон Саксония-Ваймар-Айзенах (1688 – 1748) и втората му съпруга маркграфиня София Шарлота Албертина фон Бранденбург-Байройт (1713 – 1747), дъщеря на маркграф Георг Фридрих Карл фон Бранденбург-Байройт. Нейните кръстници са датската кралска двойка, кралят на Полша, и регентите на Саксония-Кобург, Саксония-Ваймар, Мекленбург и Вюртемберг.
Ернестина Фридерика София се омъжва на 16 години на 6 март 1776 г. в Хилдбургхаузен за наследствения принц и по-късен херцог Франц фон Саксония-Кобург-Заалфелд (1750 – 1806), който по това време бил влюбен в по-късната си съпруга Августа Ройс фон Еберсдорф (1757 – 1831) и не могъл да прекрати годежа си със София. Тя умира същата година на 28 октомври 1776 г. в Кобург от инфлуенца и е погребана в гробницата на църквата „Св. Мориц“.